# Antigonidi
Antigonidi su makedonska dinastija.Vladali su Makedonijom od 
277. pr. Kr.-168. pr. Kr.
Dinastiju je osnovao Antigon I. Monoftalmos, general Aleksandra III. Velikog.U ratovima dijadoha Antigon i njegov sin Demetrije su zavladali velikim dijelovima Azije, sve do granice s Babilonijom, i mnogim grčkim gradovima.Ipak, zajedno su poraženi u bitci kod Ipsa, 301. pr. Kr., gdje je Antigon i poginuo.
Demetrije je uspio zakratko zavladati Makedonijom ali je tek njegov sin Antigon II. Gonata
trajno zavladao.Do 197. pr. Kr. Antigonidi su imali i prevlast nad grčkim gradovima.
Antigonidi i godine vladanja Makedonijom :
- Antigon I. Monoftalmos
- Demetrije I. Poliorket - 294. pr. Kr.-288. pr. Kr.
- Antigon II. Gonata - 276. pr. Kr.-239. pr. Kr.
- Demetrije II. Etolski - 239. pr. Kr.-229. pr. Kr.
- Antigon III. Doson - 229. pr. Kr.-221. pr. Kr.
- Filip V. Makedonski - 221. pr. Kr.-179. pr. Kr.
- Perzej Makedonski - 179. pr. Kr.-168. pr. Kr.